# Восточный мост (Тверь)
Восточный мост — автомобильный мост через Волгу в Твери. Находится в черте города, является частью улицы Маяковского. Длина 450 м, центральный пролёт 126 м, ширина 29,5 м.
Был построен в Твери в 1976—1981 гг. Мостоотрядом № 19. Спроектирован в институте «Ленгипротрансмост» (в настоящее время ОАО «Трансмост» (Санкт-Петербург)). Главный архитектор В. М. Алексеенко, главный строитель — Р. И. Шнейдер. Строительство закончено в 1981 году, мост открыт 5 ноября 1981 г. Во время сооружения моста страна испытывала дефицит металла, и некоторые металлические конструкции были заменены на бетонные — на 4 больших пучка проволоки как бы нанизывались бетонные блоки, а стыки заделывались микроклеем. В 1988 году при обследовании в конструкциях моста обнаружились микротрещины, которые были устранены заклёпками из стали.
В 1981—2004 гг. по мосту проходила трамвайная линия. В последние годы в связи с аварийным состоянием по мосту запрещён проезд грузового транспорта.
В 2012—2013 гг. был произведён капитальный ремонт моста. Проектную документацию на капитальный ремонт разрабатывало ОАО «Трансмост» (Санкт-Петербург), рабочую документацию — Гипростроймост — Санкт-Петербург.